# Laure de Chevigné
Laure Marie Charlotte de Sade, por su matrimonio comtesse Adhéaume de Chevigné (31 de mayo de 1859 - 15 de octubre de 1936), fue una aristócrata francesa. 
Fue cercana al abad Mugnier que era su confesor y al que invitaba regularmente a sus cenas o comidas pero no apreciaba particularmente Marcel Proust, quien se inspiró de Laure para la creación del personaje de  la duquesa de Guermantes en En busca del tiempo perdido.

## Biografía
Bisniesa del marqués de Sade, Laure de Sade contrajo en matrimonio el 6 de febrero de 1879 con el conde Adhéaume de Chevigné (1847-1911), miembro del servicio de honor del « comte de Chambord». Se establecieron en el número 34 de la calle de Miromesnil en París, muy cerca del piso del vizconde de Foucault de Pontbriand.
La pareja pasa cada año algunas semanas al servicio del pretendiente del trono de Francia en Frohsdorf, donde reinaba una etiqueta rígida.
La condesa de Chevigné se convierte en una de las figuras más importantes de la vida aristócrata parisina del finales del siglo s XIX hasta en 1914. Estuvo ligada a numerosas personalidades del momento. La condesa de Chevigné abre en primer lugar un salón musical y de artistas, después consigue establecer círculos con personalidades más mayores, que apreciaban su elegancia y su espíritu fino. De este modo, abre su salón a personalidades como el marqués de Breteuil, el conde Costa de Beauregard, el conde Joseph de Gontaut-Biron, el marqués del Lau, el conde Albert de Mun entre otros.
Estos se suelen reunir cada Año Nuevo para ofrecer a la condesa un nuevo collar de perlas. A ella le gustaba decir:

Mis collares me permiten contar tanto a mis amigos como mis años

Es guapa, con grandes ojos azules y de los cabellos rubios, pero menos bella que la comtesse Greffulhe (otra modelo de la duquesa de Guermantes). Es sobre todo extremadamente distinguida. Reynaldo Hahn decía de ella : 

Es una mujer del siglo XVIII en quien en sentimiento se transforma en espíritu.

Existe un célebre retrato por Federico de Madrazo. Era cercana de la familia Daudet y de la madre de Jean Cocteau. Invitaba regularmente su confesor el abad Mugnier a sus comidas o cenas con personalidades literarias cuyas hace el retrato en su famoso Journal.
Madre de Marie-Thérèse de Chevigné, que contrajo matrimonio Maurice Bischoffsheim después Francis de Croisset, es la abuela de la mecenas Marie-Laure de Noailles y del político Pierre de Chevigné.